# Кику-8
Кику №8 (яп. きく8号 Кику хати-го:, «Хризантема №8», также ETS-VIII от англ. Engineering Test Satellite-VIII) — японский экспериментальный телекоммуникационный спутник. Запущен 18 декабря 2006 года с помощью ракеты-носителя «H-IIA 204» со стартовой площадки Космического центра Танэгасима. 
Является самым крупным по размерам геостационарным спутником (146° в.д.), имеет самую большую антенну в истории космонавтики —  два параболических антенных рефлектора размером 19,2×16,8 м. Масса спутника — 3 тонны . 10 января 2017 года выведен из эксплуатации.

## Цель
Основная цель — проверка возможностей обеспечения связи с компактными мобильными устройствами с геостационарной орбиты.
Проект предназначен не только для улучшения условий для мобильной связи, но и для развития технологий спутниковой мультимедийной трансляции для персональных мобильных устройств. Он будет играть важную роль в предоставлении информационных сервисов, таких как передача аудио и видео CD-качества, более надежной передачи данных и голоса, глобального позиционирования и трансляции для движущихся объектов, таких как автомобили, для устранения последствий катастроф и т. д.

## Характеристики
Развёртывание антенны было под вопросом, так как испытать её раскрытие на Земле было нельзя — антенна сломалась бы под действием силы тяжести. Одна лопасть развернулась штатно, вторая — лишь через несколько дней. С 10 мая 2007 года эксперимент осуществляется в полном масштабе.
Использование облегченных конструкций позволило довести долю полезной нагрузки до 40 %, напряжение питающей шины повышено до 100В, используется соответствующая рекомендациям CCSDS пакетная передача данных, мультиплексные каналы обмена по в соответствии с MIL-STD-1553B. Тепловые трубы, которые соединяют северную и южную панели, увеличивают эффективную излучающую поверхность, при этом система стабилизации обладает отказоустойчивыми функциями и возможностью программирования на орбите.
Антенные отражатели позволяют установить связь с наземными терминалами размером с мобильный телефон в S-диапазоне частот (на передачу в диапазоне 2,5–2,54 ГГц, а на прием - 2,65–2,66 ГГц). Каждая из антенн состоит из 14 зонтичных модулей, соединенных между собой кабелями. После развертывания антенна принимает форму параболы. Поверхность снабжена развертывающейся металлической решеткой. Во время запуска антенна имеет вид цилиндра диаметром 1 м и длиной 4 м.
Солнечная батарея состоит из 31 элемента с выходной мощностью по 400 Вт. Система формирования луча разработана таким образом, чтобы несколькими лучами накрыть всю страну. Бортовой процессор осуществляет высокоскоростную пакетную коммутацию соединений мобильных телефонов, обеспечивая прямое соединение мобильных телефонов без наземного коммутатора.